# Planeta Azul
Planeta Azul é o décimo-sexto álbum de estúdio da dupla sertaneja Chitãozinho & Xororó, lançado em 1991. A canção de sucesso do álbum foi "Brincar de Ser Feliz", que entrou para a trilha sonora da novela Pedra sobre Pedra. O álbum vendeu 640 mil cópias.

## Faixas
| N.º | Título                                                                           | Compositor(es)                                                                                             | Duração |  |
| 1.  | "Foge de Mim"                                                                    | Fátima Leão / Zezé Di Camargo                                                                              | 4:06    |  |
| 2.  | "Brincar de Ser Feliz"                                                           | Maria da Paz / Nino                                                                                        | 4:01    |  |
| 3.  | "Peão de Rodeio"                                                                 | Fátima Leão / Joel Marques                                                                                 | 4:05    |  |
| 4.  | "Foi por Amor"                                                                   | José Augusto / Paulo Sérgio Valle                                                                          | 3:59    |  |
| 5.  | "Caipira"                                                                        | Maracaí / Joel Marques                                                                                     | 4:41    |  |
| 6.  | "Seus Costumes"                                                                  | Aldemir / Xororó                                                                                           | 3:33    |  |
| 7.  | "Planeta Azul" (Música incidental: "Assim Falou Zaratustra Op. 30 (Introdução)") | Aldemir / Xororó / Richard Strauss                                                                         | 3:17    |  |
| 8.  | "A Minha Vida (Comme D'Habitude) (My Way)"                                       | Claude François / Jacques Revaux / Gilles Thibaut / Paul Anka (versão: Eduardo Lages / Paulo Sérgio Valle) | 4:21    |  |
| 9.  | "Nossa História"                                                                 | Martinha                                                                                                   | 4:19    |  |
| 10. | "Chico Mineiro" (part. Tonico & Tinoco)                                          | Tonico / Francisco Ribeiro                                                                                 | 3:09    |  |
| 11. | "Falta Você em Mim"                                                              | José Augusto / Paulo Sérgio Valle                                                                          | 5:09    |  |
| 12. | "Perigosas Emoções"                                                              | Paulo Debétio / Paulinho Rezende                                                                           | 4:07    |  |

## Créditos

### Músicos
- Teclados: Eduardo Lages ("Perigosas Emoções", "Foi Por Amor") e Julinho Teixeira
- Bateria e percussão em "A Minha Vida": Albino Infantozzi
- Baixo: Pedro Ivo (exceto em "Nossa História")
- Baixo em "Nossa História": Beto
- Guitarra, violão e viola: Paulinho Ferreira
- Percussão: Clodoaldo
- Locução em "Peão de Rodeio": Zé do Prato
- Harpa em "Planeta Azul": Herrera
- Violão flamenco em "Brincar de Ser Feliz": Fernando De La Rua
- Castanholas em "Brincar de Ser Feliz": Laurita Castro
- Gaita, violão e banjo em "Peão de Rodeio": Sergio Carrer "Feio"

### Ficha Técnica
- Direção Artística: Mayrton Bahia
- Produção: José Homero Bettio
- Assistente de produção: Osni Francisco
- Coordenação de produção: Maria Helena
- Técnicos de gravação: Luís Paulo Serafim e Getúlio Bezerra
- Técnicos de Mixagem: Luís Paulo Serafim
- Auxiliar técnico: Silas De Godoy
- Estúdios: PolyGram - RJ
- Montagem: Antonio Barrozo
- Supervisão técnica: Paulo Succar
- Gravado digitalmente em 32 canais no Mosh Studios - São Paulo
- Capa, concepção e direção de arte: Arthur Fróes
- Arte-final: Vanessa Stepaneko
- Fotos: Ricardo Malta (Chapadão dos Guimarães/MT)
- Fotos em estúdio com Tonico & Tinoco: Alex Salim
- "Agradecimentos aos amigos de MT que colaboraram para a realização destas fotos"